# Saint-Pierre-La-Noue
Saint-Pierre-La-Noue község Franciaország Új-Aquitania régiójában, Charente-Maritime megyében. Új községként 2018. március 1-jén jött létre két korábbi község: Saint-Germain-de-Marencennes és Péré egyesítésével. Lakosainak száma 1498 fő (2022. január 1.).

## Népesség
| Lakosok száma | 1575 | 1556 | 1536 | 1517 | 1508 | 1498 |
|               | 2017 | 2018 | 2019 | 2020 | 2021 | 2022 |